# アノーカ郡 (ミネソタ州)
アノーカ郡（英: Anoka County、 [əˈnoʊkə] ə-NOH-kə）は、アメリカ合衆国ミネソタ州の郡である。人口は36万7883人（2020年）。郡庁所在地はアノーカであり、同郡で人口最大の都市はブレインである。ミネアポリス・セントポール都市圏に含まれる。
郡名はアノーカ市から採られ、「アノーカ」という言葉はダコタ族インディアンの「両側」を意味する "anokatanhan" から派生した。これはラム川の両岸にあることを指している。
ラム川が郡内を二分しており、ヨーロッパ人による開拓初期に多くの開拓地ができた。ムデワカントン・ダコタ族の精神的な拠り所であるミルラクス湖への経路だった。この川は、ルイス・ヘネピン神父がこの地域を最初に探検したときに、インディアンによって囚われの身になって移動した。アノーカとセンタービルの町でフランス人とフランス系カナダ人の社会が大きくなり、この地域は毛皮交易と製材業の中心になった。アノーカ郡は1857年に組織化され、その南側郡境はミネアポリス市と接し、州間高速道路35号線西の建設後は郊外地域になった。コロンビアハイツ市にあるハイツ劇場、ブレイン市にあるノースタウンモールやナショナル・スポーツセンターなどツインシティーズから訪れる人の多い場所が郡内にある。

## 歴史
アノーカ郡は1857年5月23日、ミネソタ準州議会の法によって組織化された。これはミネソタが州に昇格する前年のことだった。ラムゼー郡とベントン郡の一部を合わせて郡域となった。それ以前はラム川が2郡の境界になっていた。当時の領域は現在とほぼ同じだが、ミシシッピ川に沿った南東部と南部の小部分のみが例外である。そこはラムゼー郡に付加され、郡区の3分の1になった。その後、1869年11月2日の憲法修正によってアノーカ郡に戻された。そこは後の1879年にフリドリー市になった。
現在のアノーカ郡となった地域を最初に探検した白人はフランシスコ会修道士のルイス・ヘネピンと他に2人の者達だった。その後時が経って、毛皮交易業者が現在のラムゼー郡に入るようになった。彼らはラム川沿いに入植し、その後に多くの人々を惹きつけるようになった。その後に現在アノーカ市となった町が造られた。

## 地理
アメリカ合衆国国勢調査局に拠れば、郡域全面積は446.26平方マイル (1,155.8 km2)であり、このうち陸地423.61平方マイル (1,097.1 km2)、水域は22.65平方マイル (58.7 km2)で水域率は5.08％である。

### 主要高規格道路
| - 州間高速道路35号線 - 州間高速道路35号線東 - 州間高速道路35号線西 - 州間高速道路694号線東 - アメリカ国道10号線 | - アメリカ国道169号線 - ミネソタ州道47号線 - ミネソタ州道65号線 - ミネソタ州道242号線 - ミネソタ州道610号線 |

### 隣接する郡
- アイサンティ郡 - 北
- シサゴ郡 - 北東
- ワシントン郡 - 南東
- ラムゼー郡 - 南東
- ヘネピン郡 - 南西
- シャーバーン郡 - 北西

### 国立保護地域
- ミシシッピ国立河川レクリエーション地域（部分）

## 人口動態

2000人口ピラミッド

以下は2000年国勢調査による人口統計データである。
| 基礎データ - 人口: 298,084人 - 世帯数: 106,428 世帯 - 家族数: 79,395 家族 - 人口密度: 272人/km2（704人/mi2） - 住居数: 108,091軒 - 住居密度: 99軒/km2（255軒/mi2） 人種別人口構成 - 白人: 93.64% - アフリカン・アメリカン: 1.60% - ネイティブ・アメリカン: 0.70% - アジア人: 1.69% - 太平洋諸島系: 0.02% - その他の人種: 0.65% - 混血: 1.71% - ヒスパニック・ラテン系: 1.66% 先祖による構成 - ドイツ系：30.2％ - ノルウェー系：14.3％ - スウェーデン系：9.0％ - アイルランド系：7.3％ - ポーランド系：5.9％ 年齢別人口構成 - 18歳未満: 28.9% - 18-24歳: 8.3% - 25-44歳: 34.1% - 45-64歳: 21.6% - 65歳以上: 7.1% - 年齢の中央値: 34歳 - 性比（女性100人あたり男性の人口） - 総人口: 101.1 - 18歳以上: 99.3 | 世帯と家族（対世帯数） - 18歳未満の子供がいる: 39.9% - 結婚・同居している夫婦: 60.7% - 未婚・離婚・死別女性が世帯主: 9.8% - 非家族世帯: 25.4% - 単身世帯: 19.3% - 65歳以上の老人1人暮らし: 5.3% - 平均構成人数 - 世帯: 2.77人 - 家族: 3.19人 収入と家計 - 収入の中央値 - 世帯: 57,754米ドル - 家族: 64,261米ドル - 性別 - 男性: 41,527米ドル - 女性: 30,534米ドル - 人口1人あたり収入: 23,297米ドル - 貧困線以下 - 対人口: 4.2% - 対家族数: 2.9% - 18歳未満: 4.9% - 65歳以上: 4.5% |

| 年     | 民主党        | 共和党        |
| ------ | ------------- | ------------- |
| 2008年 | 47.73% 86,976 | 50.13% 91,357 |
| 2004年 | 46.09% 80,226 | 52.77% 91,853 |
| 2000年 | 46.70% 68,008 | 47.56% 69,256 |

## 都市と町
| - アンドーバー - アノーカ - 郡庁所在地 - ベセル - ブレイン - センタービル - サークルパインズ - コロンビアハイツ - コロンバス - クーンラピッズ - イーストベセル | - フリドリー - ハムレイク - ヒルトップ - レキシントン - ライノレイクス - ナウゼン - オークグローブ - ラムゼー - セントフランシス - スプリングレイクパーク |

## 地形と植生
| 湖と川 - ジョージ湖 - ラム川 - ミシシッピ川 - クルックト湖 - ハム湖 - ラウンド湖 - ワイアグラス湿地 - スミス湖 - マッキャン湖 - ムーア湖 - シーダー湖 | ブルックとクリーク - シーダー・クリーク - クーン・クリーク - クルックト・ブルック - フォード・ブルック - ハードウッド・クリーク - マホニー・ブルック - ライス・クリーク - サンド・クリーク - シーライ・ブルック - トロット・ブルック |

## 気候と気象
近年、アノーカ市の平均気温は1月に最低の5°F (-15 ℃)、7月に最高の81°F (27 ℃) を記録したが、過去最低は1977年1月の-40°F (-40 ℃)、過去最高は1988年7月の103°F (39 ℃) である。月間平均降水量は12月の0.87インチ (22 mm) から8月の4.45インチ (113 mm) まで変化する。